# NGCC Teleost
Le NGCC Teleost est un navire océanographique de la Garde côtière canadienne. Le navire avait été construit en Norvège en 1988 en tant que chalutier de pêche commerciale nommé Atlantic Champion. En 1993, le gouvernement canadien a acheté le navire et, après une compétition entre écoliers, le navire a été baptisé Teleost par le gagnant. Le navire a été converti en navire de recherche hauturière en 1994-1995 et est entré en service en 1996 avec la Garde côtière canadienne. Le navire est actuellement en service actif.

## Description
Teleost est un grand chalutier de pêche commerciale. Le navire est propulsé par un moteur diesel Caterpillar 3612 à engrenages entraînant une hélice à pas variable, générant 4.000 cv (3.000 kW). Le navire est également équipé de deux générateurs de secours ; un Caterpillar 3303 et une Caterpillar 3512. Cela donne au navire une vitesse maximale de 13,5 nœuds (25,0 km/h). Teleost transporte 400 m³ de carburant diesel, avec une autonomie de 12.000 milles marins (2. 000 km) à 12 nœuds (22 km/h) et peut rester en mer jusqu'à 42 jours. Le navire a un effectif de 22 avec 9 officiers et 13 membres d'équipage et dispose de 15 banettes pour passagers.

## Service
Le bateau de pêche avait été construit initialement par Tangen Verft à Kragerø(Norvège). Le navire avait été mis à l'eau le 12 mars 1988. Langsten Slip-Batbyggeri AS s'est chargé de la construction du navire dans leur chantier de Tomrefjord, en Norvège, et a été achevé le 14 juillet 1988. En 1993, le Canada l'a acheté pour l'utiliser comme navire de recherche sur les pêches. Le navire a été converti en un navire de recherche sur les pêcheries en 1994. Teleost est entré en service auprès de la Garde côtière canadienne en 1996.
Le navire effectue des levés de la région de Terre-Neuve et du Labrador. Teleost est équipé de plusieurs types de laboratoires. Le navire peut également effectuer des tâches de recherche et de sauvetage. En septembre 2009, le ministère des Pêches et Océans Canada a annoncé des appels d'offres pour le remplacement de plusieurs navires de recherche de la Garde côtière, dont le Teleost. Teleost a subi un réaménagement de 1,6 million de dollars au chantier naval de Saint-Jean. La remise en état a été prolongée au-delà de son échéance jusqu'au 30 mars 2018 après que des travaux d'acier supplémentaires ont été nécessaires sur le navire. Teleost devait remplacer le NGCC Alfred Needler dans le cadre de l’enquête sur les pêches menée par le ministère des Pêches et des Océans sur le banc Georges, car ce dernier était également en train d’être réaménagé, mais en raison de son extension, il n’était plus disponible.

## Galerie

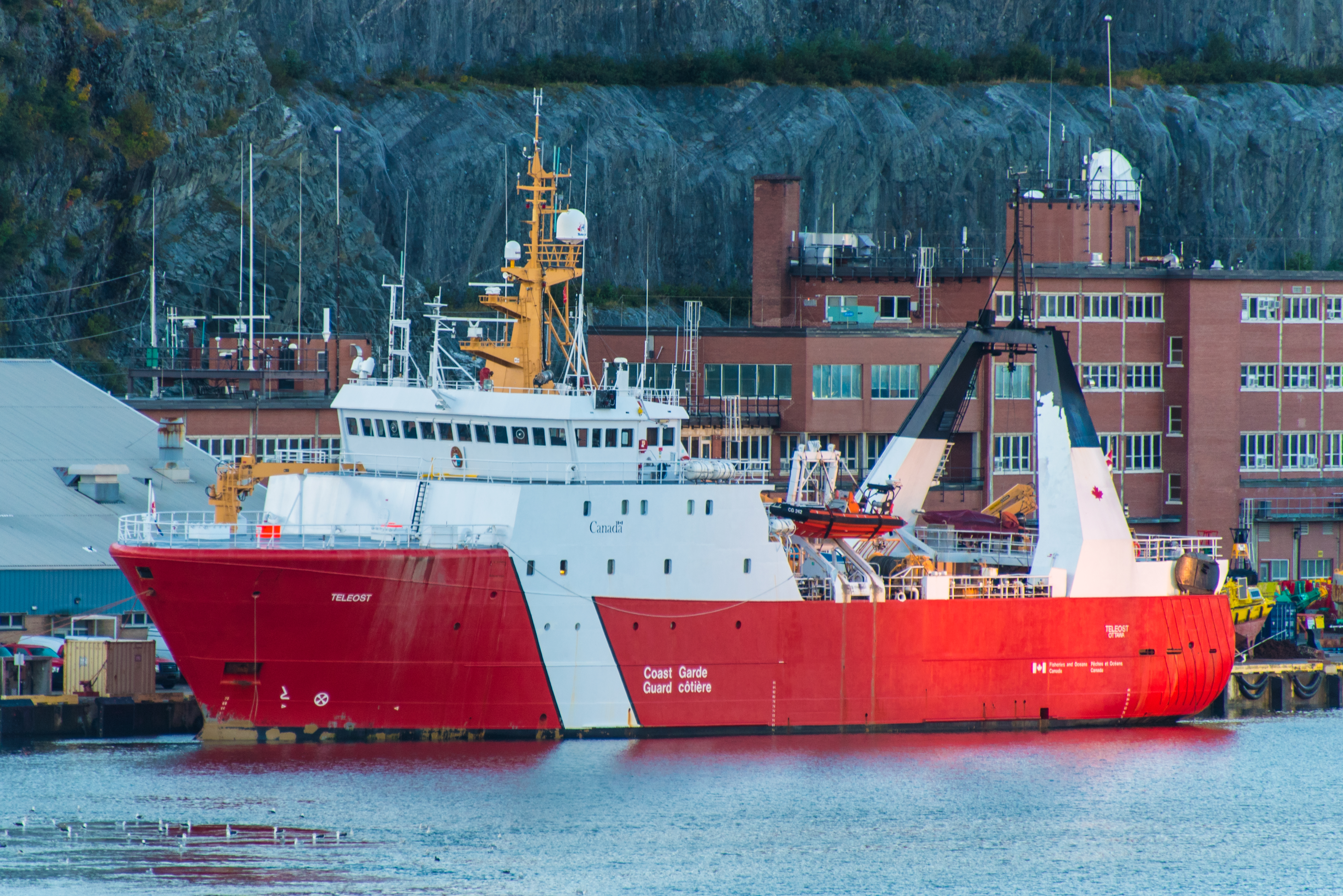
CCGS Teleost

### Note et référence
- (en) Cet article est partiellement ou en totalité issu de l’article de Wikipédia en anglais intitulé « CCGS Teleost » (voir la liste des auteurs).